# Газета лесоводства и охоты
«Газета лесоводства и охоты» — еженедельное издание Лесного департамента министерства государственных имуществ, выходившая в 1855—1859 гг. в Петербурге.

## История
Первый номер «Газета лесоводства и охоты» увидел свет 13 (1 января) 1855. На страницах издания публиковали материалы по лесоводству в России и за рубежом, охоте, официальные приказы и распоряжения, обзоры библиографии и новых изданий по теме, разнообразные прибавления (по этнографии, экономике, истории, сельском хозяйстве).
Первым редактором газеты был Фёдор Арнольд, которого в 1858 году сменил Николай Шелгунов. В 1858 (с № 19) — 1859 гг. «Газету лесоводства и охоты» редактировал П. Коноплин, последним редактором газеты(с номера 23 за 1859 год) был Николай Зобов. На страницах газеты публиковались Пётр Вереха, Адольф Боде, Виктор Графф и многие другие. С 1860 года издание было влито в Журнал Министерства государственных имуществ. К газете имеются несколько указателей (за 1855—1858 при самом издании, см. раздел «Ссылки»), которые существенно упрощают работу исследователей. В настоящий момент практически весь комплект газеты (всего было выпущено 260 номеров) оцифрован Российской национальной библиотекой.